# Grand Prix de Wallonie 2018
Il Grand Prix de Wallonie 2018, cinquantanovesima edizione della corsa e valevole come evento dell'UCI Europe Tour 2018 categoria 1.1, si svolse il 12 settembre 2018 su un percorso di 205,9 km, con partenza da Blegny e arrivo a Namur, in Belgio. La vittoria fu appannaggio del belga Jasper Stuyven, che completò il percorso in 5h14'28", alla media di 39,286 km/h, precedendo il connazionale Dimitri Claeys e il francese Warren Barguil.
Sul traguardo di Namur 121 ciclisti, su 132 partiti da Blegny, portarono a termine la competizione.

## Squadre e corridori partecipanti
| N.    | Cod. | Squadra                     |
| ----- | ---- | --------------------------- |
| 1-7   | LTS  | Lotto Soudal                |
| 11-17 | ALM  | AG2R La Mondiale            |
| 21-27 | GFC  | Groupama-FDJ                |
| 31-37 | TFS  | Trek-Segafredo              |
| 41-47 | COF  | Cofidis, Solutions Crédits  |
| 51-57 | TDE  | Direct Énergie              |
| 61-67 | HBA  | Hagens Berman Axeon         |
| 71-77 | ICA  | Israel Cycling Academy      |
| 81-87 | RNL  | Roompot-Nederlandse Loterij |
| 91-97 | SVB  | Sport Vlaanderen-Baloise    |

| N.      | Cod. | Squadra                        |
| ------- | ---- | ------------------------------ |
| 101-107 | FST  | Team Fortuneo-Samsic           |
| 111-117 | VWC  | Veranda's Willems-Crelan       |
| 121-127 | VCC  | Vital Concept Cycling Club     |
| 131-137 | WGG  | Wanty-Groupe Gobert            |
| 141-147 | WVA  | WB Aqua Protect Veranclassic   |
| 151-157 | AAS  | AGO-Aqua Service               |
| 161-167 | PCW  | T.Palm-Pôle Continental Wallon |
| 171-177 | TIS  | Tarteletto-Isorex              |
| 181-187 | RLM  | Roubaix Lille Métropole        |

## Ordine d'arrivo (Top 10)
| Pos. | Corridore        | Squadra       | Tempo    |
| ---- | ---------------- | ------------- | -------- |
| 1    | Jasper Stuyven   | Trek          | 5h14'28" |
| 2    | Dimitri Claeys   | Cofidis       | s.t.     |
| 3    | Warren Barguil   | Fortuneo      | s.t.     |
| 4    | Jelle Vanendert  | Lotto         | s.t.     |
| 5    | Guillaume Martin | Wanty         | s.t.     |
| 6    | Huub Duyn        | Veranda's     | a 5"     |
| 7    | Jonathan Hivert  | Direct        | a 7"     |
| 8    | Jérémy Cabot     | Roubaix       | s.t.     |
| 9    | Kévin Réza       | Vital Concept | s.t.     |
| 10   | Sean Bennett     | Hagens        | a 8"     |